# Cap und Capper 2 – Hier spielt die Musik
Cap und Capper 2 – Hier spielt die Musik (Originaltitel: The Fox and the Hound 2) aus dem Jahr 2006, ist die 42. Direct-to-DVD-Produktion der Walt Disney Studios. Die Geschichte spielt während der Jugendzeit der Titelhelden von Cap und Capper.

## Handlung
Der Fuchs Cap und der Jagdhund Capper besuchen einen Jahrmarkt, um sich die Attraktionen anzuschauen. Sie kommen zu einem Zeitpunkt, als der berühmte Hundestreunerchor unter Leitung von Cash seine beste Sängerin verliert. Der Star des Chors Dixie verlässt nach einem Streit mit Cash empört den Chor. Cash bittet Capper, Dixies Platz einzunehmen. Doch ohne Cap will Capper nicht auf die Bühne. Deshalb lässt Cash den untalentierten Cap probeweise mitsingen. Erst einmal auf der Bühne, vergisst Capper schnell seine guten Vorsätze und denkt nur noch ans Singen. Cap dagegen wird zum Tellerwäscher degradiert und verlässt wütend den Chor. Dixie ist betrübt, dass sie so schnell ersetzt wurde. Da erfährt sie vom wütenden Cap, dass Capper gar kein Streuner ist. Und das ist Bedingung für den Chor. Die beiden inszenieren ein Komplott. Sie holen Cappers Herrchen zu einer Aufführung dazu. Capper fliegt daraufhin aus dem Chor. Der Talentsucher, der den Jahrmarkt besuchte, ist in dem ganzen Trubel verschwunden. Jetzt ist es an Capper, ihn wiederzufinden. Das gelingt Capper, und die beiden Freunde Cap und Capper finden wieder zusammen.